# イチオシ!2泊3日の旅
『イチオシ!2泊3日の旅』（イチオシ!にはくみっかのたび）はBS日テレで2013年4月5日から2016年9月22日まで放送された旅番組。

## 概要
日本全国の温泉や名所を、旅人と旅先に在住するアナウンサーまたはローカルタレントが案内人となって2泊3日で旅をする番組。日本テレビ系列局アナウンサーが案内人となった回では、当地の放送局でも先行して放送された。2014年10月10日からリニューアルし、有名人2人の2泊3日の旅に企画変更。

## 出演者

### 番組終了時点の出演者
旅人
- 旅をする有名人2名

ナレーター
- 真地勇志

### 過去の出演者
旅人
- 南條早紀（出演時スプラウト所属、2013年4月 - 2014年9月）

ナレーター
- 笑福亭笑瓶（2013年4月 - 2014年3月）
- TARAKO（2014年4月 - 2014年9月）

## 2014年10月以降の放送リスト
2014年
- 10月10日 「京都・伊豆」多岐川裕美・多岐川華子親子、野々村真・野々村俊恵夫妻
- 10月17日 「尾瀬」中島史恵・大河内奈々子
- 10月24日 「熊野三山」桜木健一・吉沢京子
- 10月31日 「日光」愛華みれ・渚あき
- 11月7日　「箱根」勝野洋・キャシー中島夫妻
- 11月14日 「熊本」谷隼人・松岡きっこ夫妻
- 11月21日 「下関～萩」清水章吾・清水ハルマン夫妻
- 11月28日 「富士山麗」秋本奈緒美・原千晶
- 12月12日 「新潟」斎藤洋介・浅利陽介
- 12月19日 「静岡」林寛子・大場久美子
- 12月26日 「鳥取」西岡徳馬・西岡優妃親子

2015年
- 1月2日は特別番組のため休止
- 1月9日 「札幌・小樽・余市」おりも政夫父娘
- 1月16日「湯布院」田中健母子
- 1月23日「福井」岡まゆみ・大島さと子
- 1月30日「群馬」セイン・カミュ・ダニエル・カール
- 2月6日 「宮崎」マギー司郎・マギー審司
- 2月13日「瀬戸内」森尾由美母娘
- 2月27日「青森・津軽」目黒祐樹夫妻
- 3月6日は特別番組のため休止
- 3月13日「金沢〜能登」研ナオコ母娘
- 3月20日「栃木・真岡鐵道」クロード・チアリ父娘
- 3月27日は特別番組のため休止
- 4月3日 「春の房総、ローカル線」小林綾子・水町レイコ
- 4月10日・17日はナイター中継のため休止
- 4月24日「八ヶ岳山麗」今陽子・麻丘めぐみ
- 5月1日　「長崎・五島列島」金田賢一夫妻
- 5月8日　「高知・土佐」綿引勝彦・2代目林家三平
- 5月15日はナイター中継のため休止
- 5月22日 「秩父・長瀞」ダンカン・松尾伴内
- 5月29日 「三重・伊勢街道」伊藤かずえ・比企理恵
- 6月5日はナイター中継のため休止
- 6月12日 「富山・立山黒部アルペンルート」三波豊和・丹波義隆
- 6月19日はナイター中継のため休止
- 6月26日 「長野・北国街道」冨士眞奈美・岩崎リズ母娘
- 7月3日　「愛媛・伊予」清水アキラ・良太郎親子
- 7月10日 「道東ローカル線」ガダルカナル・タカ・橋本志穂夫妻
- 7月17日は特別番組のため休止
- 7月24日　「福岡〜大分」布施博・見栄晴
- 7月31日・8月7日はナイター中継のため休止
- 8月14日 「西伊豆・富士山麗」仁科亜季子・幸子姉妹
- 8月21日 「倉敷」宮川一朗太母子
- 8月28日はナイター中継のため休止
- 9月4日  「熊本・天草」野村将希・幸子夫妻
- 9月11日 日本遺産2時間SP「琵琶湖・尾道」梅沢富美男夫妻、秋野暢子・大林素子
- 9月18日 「山形・最上川」湯原昌幸・荒木由美子夫妻
- 9月25日 「飛騨高山 - 奥飛騨」榊原るみ・松下恵母娘
- 10月1日 「福島」三浦浩一・浩太親子
- 10月8日 「越中・高岡」伊東ゆかり・園まり
- 10月15日「岩手・八万平」桂菊丸・泉アキ夫妻
- 11月5日 「鎌倉・逗子・茅ヶ崎」チェリッシュ（松崎好孝・悦子夫妻）
- 11月12日「加賀」林与一父娘
- 11月19日「熊本・玉名」岡田美里母娘
- 12月3日 「福井・若狭湾」三原綱木・ケイ・アンナ夫妻
- 12月10日「厳選!京都の美2時間SP」松坂慶子・ロバート・キャンベル

2016年
- 1月7日　「天橋立・舞鶴」西郷輝彦父娘
- 1月21日 「松江・出雲」鰐淵晴子母娘
- 2月4日　「田沢湖〜男鹿半島」清水よし子（ピンクの電話）母娘
- 2月11日は特別番組のため休止
- 2月18日 「長崎〜南島原」奈美悦子夫妻
- 2月25日　「広島・瀬戸内の島々」木原実父娘
- 3月3日 　「岡山・吉備」平野レミ嫁姑
- 3月10日　「北海道新幹線開業直前スペシャル」田辺靖雄・九重佑三子夫妻、浜田光夫・恭美子夫妻
- 3月24日 「渥美・知多半島」東てる美母娘
- 3月31日 「鹿児島〜指宿」佳山明生夫妻
- 4月14日 「春の富士五湖」五月みどり母娘
- 4月21日 「佐藤・有明海」竹内都子（ピンクの電話）姉妹
- 4月28日 「伊豆・修善寺〜下田」せんだみつお父娘
- 5月12日 「那須高原」ロザンナ・万梨音母娘
- 5月26日 「岐阜・飛騨路」奈良富士子母娘
- 6月2日　「高松〜琴平〜丸亀」山田邦子・服部真湖
- 6月23日 「佐渡島」萩尾みどり姉妹
- 7月14日 「北海道 知床半島 羅臼〜ウトロ」李麗仙・赤座美代子
- 7月21日 「広島・安芸灘」肥後克広（ダチョウ倶楽部）父娘
- 8月11日 「青森・奥入瀬〜八甲田」佐伯チズ・南美希子
- 8月18日 「軽井沢〜上田〜戸隠」尾藤イサオ・桃子父娘
- 8月25日 「福島・裏磐梯」大島さと子・黒田福美
- 9月1日  「佐賀」竹内都子（ピンクの電話）姉妹
- 9月15日 「熊本・鹿児島」大桃美代子・玉利かおる
- 9月22日 「イチオシ！2泊3日の旅 四国・九州 2時間スペシャル」八名信夫・悪役商会メンバー、渡辺めぐみ・国生さゆり

## 放送時間
放送開始 - 2015年9月25日
- 金曜 19:00 - 19:55

2015年10月1日 - 2016年9月15日
- 木曜 20:00 - 20:54

2016年9月22日（最終回）
- 木曜 19:00 - 20:54